# Poczta głosowa
Poczta głosowa (ang. voicemail) – usługa dostępna w sieciach telefonii stacjonarnej i komórkowej. 
Podstawowa zasada działania: gdy abonent nie odbierze połączenia, dzwoniący może zostawić mu wiadomość głosową do odsłuchania, gdy ten zadzwoni na podany numer.

## Sposób działania
Poniższy rysunek pokazuje, jak system poczty głosowej współpracuje z centrala PBX. Przypuśćmy, że użytkownik z zewnątrz dzwoni do Freda (wewnętrzny 2345). Połączenie przychodzi z sieci publicznej (A) i dociera do centrali PBX. Połączenie jest przekierowywane na wewnętrzny numer Freda (B), ale Fred nie odpowiada. Po kilku sygnałach centrala PBX przestaje dzwonić do Freda i przekierowuje połączenie na łącza poczty głosowej (C). Centrale telekomunikacyjne zwykle przekierowują połączenia, zajęte lub bez odpowiedzi, na inne łącza. Jednocześnie centrala przesyła do systemu poczty głosowej (poprzez łącze D) informacje, że przekazywane połączenie jest do Freda (z wewnętrznym 2345). Dzięki temu system poczty głosowej wie, do kogo jest adresowane połączenie i odpowiada pozdrowieniem nagranym przez Freda.
Ze względu na wymaganą wysoką jakość usługi (opóźnienia między pakietami muszą być minimalne i różnica w czasie transmisji pomiędzy pakietami musi być znikoma) system poczty głosowej zawiera wiele mikroprocesorów, które muszą przetwarzać znaczące ilości danych (nie do zaakceptowania jest np. chwilowe przerwanie nagrywania - jak to ma miejsce często w przypadku przesyłania dużych plików danych).
Kiedy połączenie jest przekierowane do systemu poczty głosowej, ten ostatni wykrywa dzwonienie na linii i sygnalizuje do procesora (CPU), że przyszło połączenie. Jednocześnie CPU otrzymuje informacje poprzez łącze D, że wewnętrzny 2345 jest przekierowany z informacją, że odbiorca jest niedostępny (ring-no-answer). W następnej kolejności CPU odgrywa wiadomość powitania Freda (którą ten wcześniej nagrał) wraz z instrukcjami typu - po nagraniu wiadomości wciśnij * w celu otrzymania więcej opcji (typu odsłuchaj wiadomość którą nagrałeś i zmień ją itd.). CPU przez cały czas odgrywania wiadomości i później podczas nagrywania wiadomości dzwoniącego słucha, czy użytkownik nie wcisnął któregokolwiek z przycisków, aby wydać jakieś polecenie.
Wiadomość dzwoniącego jest nagrywana w cyfrowej postaci przez interfejs telefoniczny i przekazywana do kontrolera dysku (ang. Disk controller), aby ten zachował wiadomość na jednym z dysków twardych poczty głosowej. Niektóre systemy poczty głosowej stosują operacje przeplotu celem zabezpieczenia danych. Miejsce przechowywania wiadomości dla Freda jest zapisywane w pamięci kontrolera. Po zakończeniu nagrywania system poczty głosowej wysyła do centrali telefonicznej informacje, aby zapalić lampkę wiadomości głosowej na telefonie Freda - w ten sposób jak tylko Fred wróci w pobliże swojego aparatu będzie natychmiast wiedział, że ma wiadomość. Następnie Fred dzwoni do poczty głosowej (wewnętrzny C).
Ponownie centrala informuje system poczty głosowej poprzez łącze D, że tym razem to Fred dzwoni, aby odsłuchać swoją wiadomość. Poczta głosowa natychmiast odgrywa wiadomość powitania dla Freda i pyta go o hasło dostępu do jego konta. Jeśli Fred poda prawidłowe hasło, system odegra mu syntetyczną reprodukcję wiadomości od nadawcy (wersja cyfrowa).